# Berrwiller
Ne doit pas être confondu avec Berviller.
Berrwiller (nom dialectal : Barwillr) est une commune française de la région mulhousienne, située dans la circonscription administrative du Haut-Rhin et, depuis le 1er janvier 2021, dans le territoire de la Collectivité européenne d'Alsace, en région Grand Est.
Cette commune du bassin potassique se trouve dans la région historique et culturelle d'Alsace et est membre de Mulhouse Alsace Agglomération.
Ses habitants sont appelés les Berrwillerois et Berrwilleroises.

## Géographie

### Localisation
Berrwiller est située au pied du Hartmannswillerkopf (« Vieil Armand ») et se compose des parties « Owerdorf », « Unterdorf », « Leimgrüab », « Bertschwiller » et « Weckenthal ».
Au sud-est du village se trouve la route nationale 83 et au nord-ouest la route des vins.

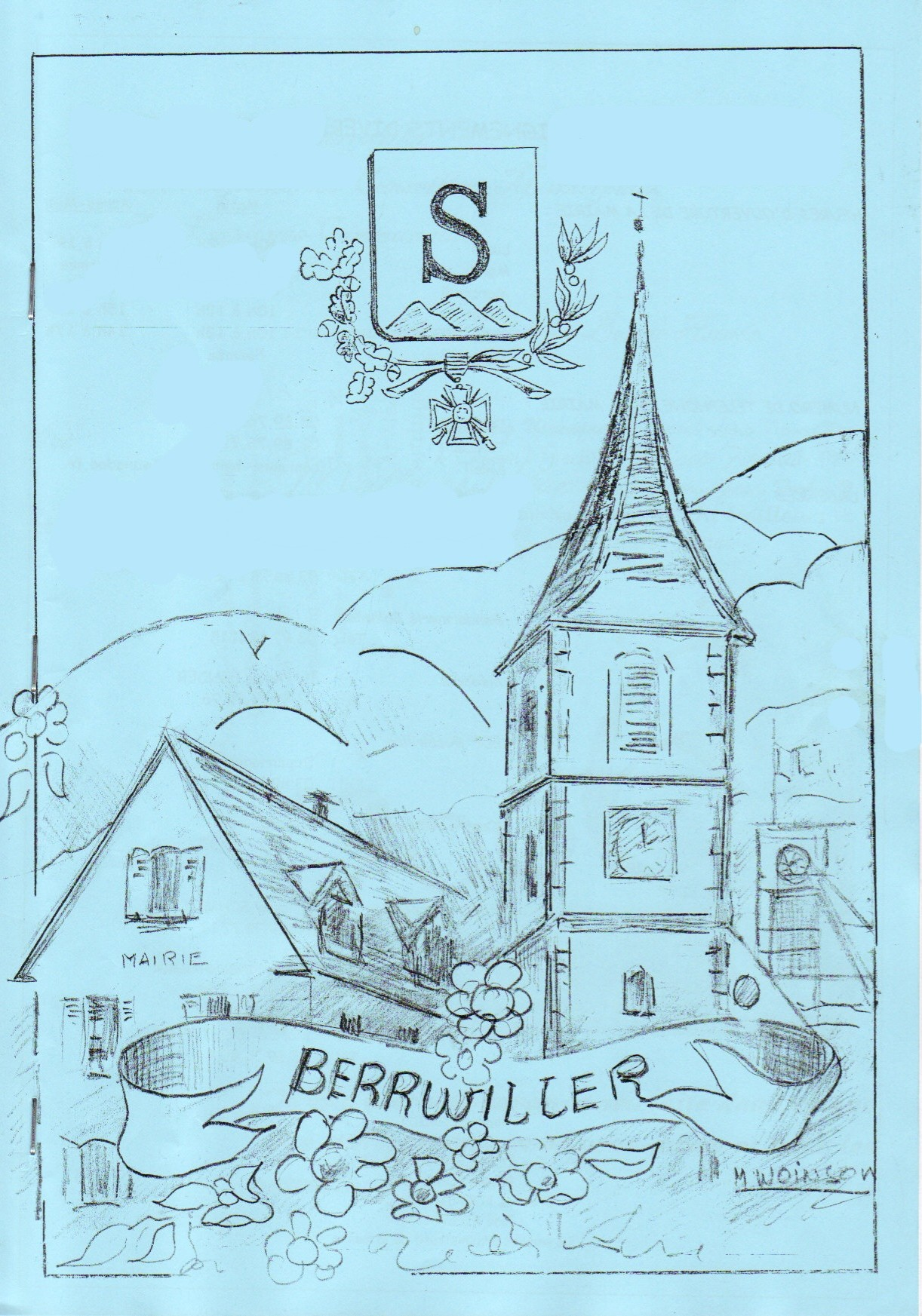
Berrwiller.

Guebwiller est à 8 km, Thann à 12 km et Mulhouse à 20 km.
| Hartmannswiller |            |               |
|                 | Berrwiller | Bollwiller    |
| Wattwiller      |            | Staffelfelden |

### Hydrographie

#### Réseau hydrographique
La commune est dans le bassin versant du Rhin au sein du bassin Rhin-Meuse. Elle est drainée par le Lohbach,.
Le Lohbach, d'une longueur de 19 km, prend sa source dans la commune de Uffholtz et se jette  dans la Lauch à Rouffach, après avoir traversé onze communes. 

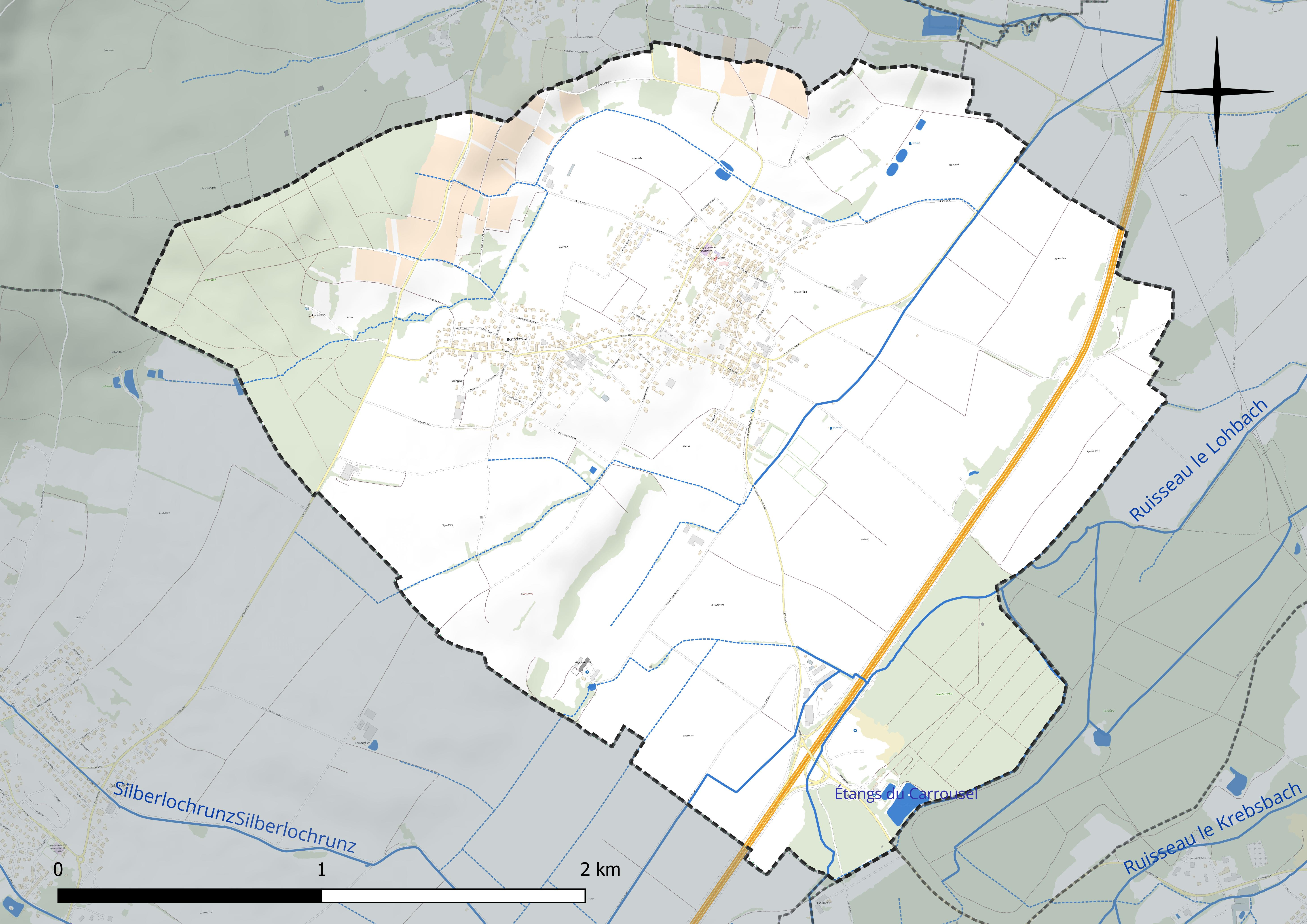
Réseau hydrographique de Berrwiller.

Un plan d'eau complète le réseau hydrographique : les étangs du Carrousel (1,2 ha),.

#### Gestion et qualité des eaux
Le territoire communal est couvert par le schéma d'aménagement et de gestion des eaux (SAGE) « Ill Nappe Rhin ». Ce document de planification concerne la nappe phréatique rhénane, les cours d'eau de la plaine d'Alsace et du piémont oriental du Sundgau, les canaux situés entre l'Ill et le Rhin et les zones humides de la plaine d'Alsace. Le périmètre s’étend sur 3 596 km2. Il a été approuvé le 17 janvier 2005. La structure porteuse de l'élaboration et de la mise en œuvre est la région Grand Est. 
La qualité des cours d’eau peut être consultée sur un site dédié géré par les agences de l’eau et l’Agence française pour la biodiversité. 

### Climat
Pour des articles plus généraux, voir Climat du Grand Est et Climat du Haut-Rhin.
En 2010, le climat de la commune est de type climat des marges montargnardes, selon une étude du Centre national de la recherche scientifique s'appuyant sur une série de données couvrant la période 1971-2000. En 2020, Météo-France publie une typologie des climats de la France métropolitaine dans laquelle la commune est exposée à un climat semi-continental et est dans la région climatique  Vosges, caractérisée par une pluviométrie très élevée (1 500 à 2 000 mm/an) en toutes saisons et un hiver rude (moins de 1 °C). 
Pour la période 1971-2000, la température annuelle moyenne est de 10,3 °C, avec une amplitude thermique annuelle de 17,4 °C. Le cumul annuel moyen de précipitations est de 719 mm, avec 9 jours de précipitations en janvier et 9,3 jours en juillet. Pour la période 1991-2020, la température moyenne annuelle observée sur la station météorologique de Météo-France la plus proche, « Guebwiller », sur la commune de Guebwiller à 7 km à vol d'oiseau, est de 11,4 °C et le cumul annuel moyen de précipitations est de 919,6 mm. 
La température maximale relevée sur cette station est de 39,9 °C, atteinte le 13 août 2003 ; la température minimale est de −16,3 °C, atteinte le 20 décembre 2009,,. 
Les paramètres climatiques de la commune ont été estimés pour le milieu du siècle (2041-2070) selon différents scénarios d'émission de gaz à effet de serre à partir des nouvelles projections climatiques de référence DRIAS-2020. Ils sont consultables sur un site dédié publié par Météo-France en novembre 2022.

## Urbanisme

### Typologie
Au 1er janvier 2024, Berrwiller est catégorisée bourg rural, selon la nouvelle grille communale de densité à sept niveaux définie par l'Insee en 2022.
Elle est située hors unité urbaine. Par ailleurs la commune fait partie de l'aire d'attraction de Mulhouse, dont elle est une commune de la couronne,. Cette aire, qui regroupe 132 communes, est catégorisée dans les aires de 200 000 à moins de 700 000 habitants,.

### Occupation des sols
L'occupation des sols de la commune, telle qu'elle ressort de la base de données européenne d’occupation biophysique des sols Corine Land Cover (CLC), est marquée par l'importance des territoires agricoles (77,7 % en 2018), en diminution par rapport à 1990 (78,7 %). La répartition détaillée en 2018 est la suivante : 
terres arables (63,3 %), forêts (15,2 %), zones agricoles hétérogènes (14,4 %), zones urbanisées (7,1 %). L'évolution de l’occupation des sols de la commune et de ses infrastructures peut être observée sur les différentes représentations cartographiques du territoire : la carte de Cassini (XVIIIe siècle), la carte d'état-major (1820-1866) et les cartes ou photos aériennes de l'IGN pour la période actuelle (1950 à aujourd'hui).

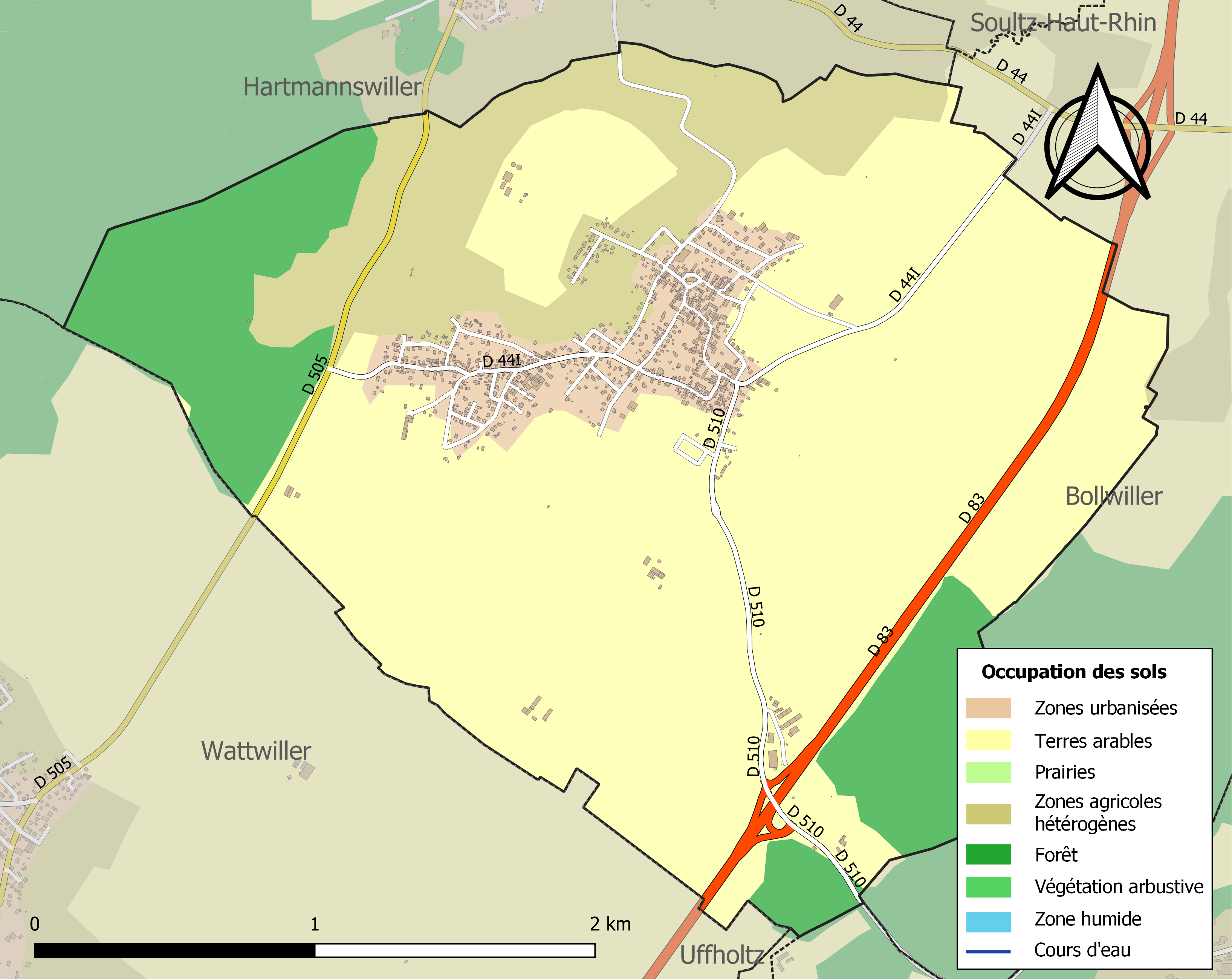
Carte des infrastructures et de l'occupation des sols de la commune en 2018 (CLC).

## Histoire
- 796 : Première mention de Berrwiller dans les archives de Murbach, alors sous le nom de Baronewillare.
- 1441 : Le document liber marcarum nous apprend qu'il y a à Berrwiller un curé et un vicaire et que l'église est dédiée à Sainte Brigide d'Irlande.
- 1697 : Les armoiries de Berrwiller (3 montagnes de sinople surmontées d'un crochet en forme de S) apparaissent pour la première fois dans l'armorial de la Généralité d'Alsace.
- 1766 : Construction de l'église actuelle en remplacement de l'ancienne église en bois.
- 1853 : Construction du cimetière actuel.
- 1865 : Création du tout premier corps des sapeurs-pompiers de Berrwiller.
- 1885 : Construction du Lavoir communal; il ne reste plus que le bassin.
- 1907 : Première ligne téléphonique au village.
- 1912 : L'électrification des premières rues et maisons.
- 1914 : Évacuation du village en décembre car situé sur la ligne du Front. Retour de la population en 1918 dans un village en partie détruit (2/3, 21 soldats du village sont morts).
- 1921 : La commune a été décorée, le 2 novembre, de la croix de guerre 1914-1918[17].
- 1945 : Libération du village le 4 février.
- 1953 : Installation du tout-à-l'égout et de l'eau courante.
- 1960 : Construction du puits de mine Berrwiller des MDPA.
- 1976 : Grave accident au fond de la mine : 5 mineurs tombent au fond du puits !
- 1998 : À la suite d'un incendie d'un dépôt de produits chimiques dans une galerie de stockage, tous les puits de potasse ont été fermés et le puits de Berrwiller a été démantelé.
- 30 juin 2007 : Une voiture conduite par un automobiliste fonce volontairement dans le public d'une fête de village sur le stade communal, faisant 1 mort et 17 blessés, dont deux dans un état critique.

## Politique et administration

### Découpage territorial
La commune de Berrwiller est membre de l'intercommunalité Mulhouse Alsace Agglomération, un établissement public de coopération intercommunale (EPCI) à fiscalité propre créé le 15 juin 2016 dont le siège est à Mulhouse. Ce dernier est par ailleurs membre d'autres groupements intercommunaux.
Sur le plan administratif, elle est rattachée à l'arrondissement de Mulhouse, à la circonscription administrative de l'État du Haut-Rhin, en tant que circonscription administrative de l'État, et à la région Grand Est. 
Sur le plan électoral, elle dépendait jusqu'en 2020 du  canton de Wittenheim pour l'élection des conseillers départementaux au sein du conseil départemental du Haut-Rhin. Depuis le 1er janvier 2021, elle dépend du même canton pour l'élection des conseillers d'Alsace au sein de la collectivité européenne d'Alsace.

### Chronologie des maires
| Période | Période                   | Identité                                     | Étiquette | Qualité                                                                                             |
| ------- | ------------------------- | -------------------------------------------- | --------- | --------------------------------------------------------------------------------------------------- |
| 1941    | 1959                      | J. Krust                                     |           | Cultivateur                                                                                         |
| 1959    | 1989                      | A. Jesslen                                   |           | Cultivateur                                                                                         |
| 1989    | 2008                      | Henri Schmidt                                |           | Instituteur                                                                                         |
| 2008    | En cours (au 31 mai 2020) | Fabian Jordan Réélu pour le mandat 2020-2026 | SE        | Directeur école de musique Président de la Communauté d'agglomération Mulhouse Alsace Agglomération |

### Budget et fiscalité 2015
En 2015, le budget de la commune était constitué ainsi :
- total des produits de fonctionnement : 703 000 €, soit 579 € par habitant ;
- total des charges de fonctionnement : 663 000 €, soit 546 € par habitant ;
- total des ressources d'investissement : 864 000 €, soit 711 € par habitant ;
- total des emplois d'investissement : 234 000 €, soit 193 € par habitant ;
- endettement : 939 000 €, soit 773 € par habitant.

Avec les taux de fiscalité suivants :
- taxe d'habitation : 10,00 % ;
- taxe foncière sur les propriétés bâties : 11,83 % ;
- taxe foncière sur les propriétés non bâties : 49,51 % ;
- taxe additionnelle à la taxe foncière sur les propriétés non bâties : 0,00 % ;
- cotisation foncière des entreprises : 0,00 %.

## Population et société

### Démographie

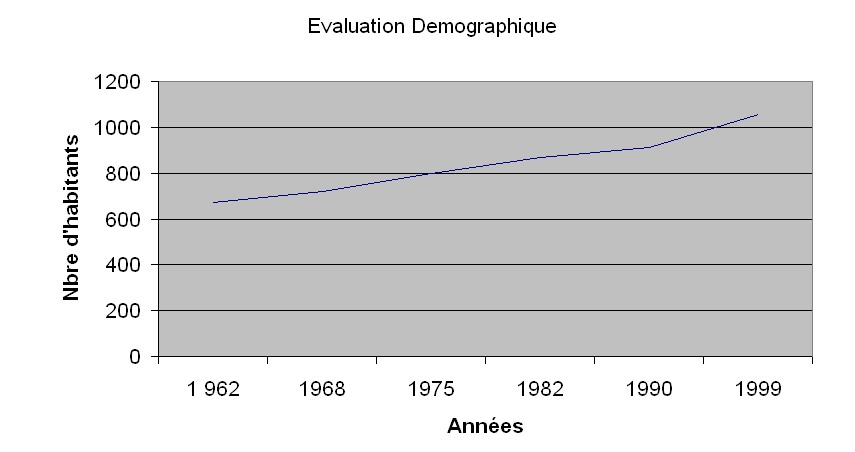

L'évolution du nombre d'habitants est connue à travers les recensements de la population effectués dans la commune depuis 1793. Pour les communes de moins de 10 000 habitants, une enquête de recensement portant sur toute la population est réalisée tous les cinq ans, les populations de référence des années intermédiaires étant quant à elles estimées par interpolation ou extrapolation. Pour la commune, le premier recensement exhaustif entrant dans le cadre du nouveau dispositif a été réalisé en 2008.

En 2022, la commune comptait 1 275 habitants, en évolution de +7,41 % par rapport à 2016 (Haut-Rhin : +0,66 %, France hors Mayotte : +2,11 %).
| 1793 | 1800 | 1806 | 1821  | 1831  | 1836  | 1841  | 1846  | 1851  |
| ---- | ---- | ---- | ----- | ----- | ----- | ----- | ----- | ----- |
| 775  | 788  | 907  | 1 032 | 1 012 | 1 079 | 1 002 | 1 052 | 1 013 |

| 1856 | 1861 | 1866 | 1871 | 1875 | 1880 | 1885 | 1890 | 1895 |
| ---- | ---- | ---- | ---- | ---- | ---- | ---- | ---- | ---- |
| 938  | 921  | 921  | 846  | 809  | 848  | 829  | 799  | 756  |

| 1900 | 1905 | 1910 | 1921 | 1926 | 1931 | 1936 | 1946 | 1954 |
| ---- | ---- | ---- | ---- | ---- | ---- | ---- | ---- | ---- |
| 742  | 729  | 713  | 550  | 603  | 655  | 610  | 600  | 614  |

| 1962 | 1968 | 1975 | 1982 | 1990 | 1999  | 2006  | 2008  | 2013  |
| ---- | ---- | ---- | ---- | ---- | ----- | ----- | ----- | ----- |
| 671  | 719  | 797  | 870  | 912  | 1 058 | 1 106 | 1 120 | 1 179 |

| 2018  | 2022  | - | - | - | - | - | - | - |
| ----- | ----- | - | - | - | - | - | - | - |
| 1 196 | 1 275 | - | - | - | - | - | - | - |

## Culture locale et patrimoine

### Lieux et monuments
- Église paroissiale Sainte-Brigide, datant de 1766[27]

ses cloches de 1733 et 1810,
et son orgue,.
- Presbytère de 1804[32].
- Château fort avec ferme, Château de Weckenthal[33].
- École de 1860.
- Maison du XVIe siècle.
- Croix monumentales[34],[35],[36], calvaires[37],[38],[39].
- Chevalement du puits Berrwiller[40],
- Mine de potasse du puits Berrwiller[41].

|  |  |

### Personnalités liées à la commune
- Jean-Baptiste Schlachter (1741-1819), général français de la Révolution et de l'Empire, né dans la commune.
- Lucien Herr, bibliothécaire, directeur de la Bibliothèque Nationale à Paris.

### Héraldique
| Blason de Berrwiller | Les armes de Berrwiller se blasonnent ainsi : « D'argent au crochet en forme de S de sable, trois montagnes de sinople mouvantes de la pointe. » |

Les armoiries de Berrwiller apparaissent pour la première fois dans l'armorial de la Généralité d'Alsace constitué sous Louis XIV en 1697.
Comme Berrwiller avec son annexe Bertschwiller avait été donné de longue date déjà fief aux nobles des Waldner de Freundstein, elle a ainsi emprunté de leur blason les trois rochers qui s'y trouvaient et a ajouté un crochet en forme de S, un morceau de métal recourbé qui fut à l'époque l'un des plus utilisés pour suspendre maintes choses !